# Toxicodendron eximium
Toxicodendron eximium là một loài thực vật có hoa trong họ Đào lộn hột. Loài này được Greene miêu tả khoa học đầu tiên năm 1905.